# Thương về miền Trung
"Thương về miền Trung" là một ca khúc nhạc vàng, được nhạc sĩ Duy Khánh soạn nhạc và lời, trình diễn vào năm 1962.

## Xuất xứ
Quê của nhạc sĩ Duy Khánh không phải ở xứ Huế, tuy nhiên phần lớn tuổi thơ của ông đều học Trung học và lớn lên ở Huế. Chính vì thế, ông đã xem Huế như là quê hương thứ hai của mình. Vì thế, sau này khi ông vào Sài Gòn, ông đã viết một loạt ca khúc nhớ quê hương, như Ai ra xứ Huế, Thương về miền Trung, Trăm năm bến cũ, Bao giờ em quên, Sầu cố đô, Xin anh giữ trọn tình quê,..
Bài hát do nhà xuất bản Diên Hồng xuất bản lần đầu vào năm 1962, do chính tác giả trình bày. Sau đó, Duy Khánh có viết nối tiếp thêm một bài nữa, đó là bài Sao không thấy anh về?.

## Nội dung
Bài hát được viết theo điệu Habanera, với nỗi niềm nhớ về xứ Huế.
Đã bao lâu rồi không về miền Trung thăm người em

Nắng mưa đôi ngày cách trở giờ xa xôi đôi đường

Người ơi, có về miền quê hương Thùy Dương

Nước chảy còn vương bao niềm thương

Cho nhắn đôi lời

## Tranh cãi
Sau năm 1975, bài hát bị "tam sao thất bản" nhầm lẫn tác giả là Minh Kỳ để qua kiểm duyệt, vì nhạc sĩ Duy Khánh bị cấm về nhân thân ở trong nước. Đến năm 2010, tên tác giả được trả lại thành Duy Khánh.
Tuy nhiên, năm 2016, trong chương trình Sol Vàng, Châu Huyền Khanh (con gái của nhạc sĩ Châu Kỳ) lại nói rằng đây là sáng tác của Châu Kỳ, tuy nhiên vẫn chưa có chứng cứ để xác minh. Mặc dù vậy, nhưng hơn 10 năm qua, gia đình của nhạc sĩ Châu Kỳ nhận được khá nhiều tiền tác quyền.

## Ảnh hưởng
Bài hát tuy đã được khá nhiều ca sĩ trình diễn, như Duy Khánh, Quang Lê, Hương Lan, Đan Nguyên, Trường Vũ,...trình diễn. Tuy nhiên, ca sĩ Duy Khánh là người trình bày thành công nhạc phẩm trên.
Nhiều ca sĩ trong nước đã trình diễn bài này qua sân khấu và CD băng nhạc, như Quang Linh, Phương Mỹ Chi, Cẩm Ly,...trình bày.
Trước năm 1975, ca khúc đã được soạn giả Loan Thảo viết lời tân cổ.
Tên bài hát đã được đặt cho một số CD. Ngoài ra, có hai chương trình thiện nguyện, dựa theo tên bài hát để quyên góp cho người dân ở miền Trung., và một chương trình gây quỹ cùng tên ở hải ngoại.

## Phần nối tiếp
Thương về miền Trung còn có một bài hát nối tiếp, mang tên "Sao không thấy anh về" được viết vào năm 1962, tức "Thương về miền Trung 2". Bài hát đã được một số ca sĩ trình diễn, gần đây nhất là Quang Lê (song ca cùng Tố My). Trích một đoạn trong bài hát:
Anh nói rằng anh sẽ về thăm quê miền Trung

Dù năm tháng dài đường xa lạnh lùng

Dòng sông Hương còn trôi vầng trăng xưa còn soi

Sao không thấy anh về thăm anh ơi...

Ngoài ra còn một bài khác cũng mang âm hưởng "Thương về miền Trung", mang tên "Biết trả lời sao" nhưng ít được biết đến hơn.